# Walter Burton Ford
Walter Burton Ford (Oneonta, Nova Iorque, 18 de maio de 1874 – Condado de Seneca, Nova Iorque, 24 de fevereiro de 1971) foi um matemático estadunidense, que trabalhou com análise matemática.
Obteve um PhD em 1905 na Universidade Harvard, orientado por Maxime Bôcher, com a tese On the Problem of Analytic Extension as Applied to Functions Defined by Power Series. Ford foi professor de matemática da Universidade de Michigan, e desempenhou um papel fundamental na educação matemática nos Estados Unidos por escrever uma série de livros-texto que foram amplamente usados na escola secundária. Foi presidente da Mathematical Association of America em 1927-1928.